# Rico Freimuth
Rico Freimuth (* 14. März 1988 in Potsdam) ist ein ehemaliger deutscher Zehnkämpfer.

## Leben
Rico Freimuth stammt aus einer sportlichen Familie. Sein Vater Uwe Freimuth war Weltmeisterschaftsvierter 1983 im Zehnkampf und hat eine Bestleistung von 8792 Punkten, seine Mutter Anke Tröger war 1981 Junioreneuropameisterin im Siebenkampf und sein Onkel Jörg Freimuth gewann 1980 Olympiabronze im Hochsprung.
Freimuth gewann 2007 mit 7524 Punkten die Bronzemedaille bei den Junioreneuropameisterschaften in Hengelo. 2009 steigerte er seine Bestleistung auf 7689 Punkte, 2010 erreichte er 7826 Punkte. 2011 übertraf er beim Mehrkampf-Meeting Götzis mit 8158 Punkten erstmals die 8000-Punkte-Marke, anderthalb Monate später qualifizierte sich Freimuth in Ratingen mit 8287 Punkten für die Weltmeisterschaften in Daegu, schied dort aber nach dem Weitsprung aus. 2012 steigerte sich Freimuth in Götzis auf 8322 Punkte und übertraf damit die Norm für die Olympischen Spiele in London, wo er mit 8320 Punkten Sechster wurde. Bei den Weltmeisterschaften 2013 in Moskau erreichte er mit 8382 Punkten Platz sieben. 2015 gewann er bei den Weltmeisterschaften in Peking mit der persönlichen Bestleistung von 8561 Punkten die Bronzemedaille. Im Jahre 2017 belegte er bei den Weltmeisterschaften in London mit 8564 Punkten hinter Kevin Mayer den zweiten Platz.
2018 fühlte sich Freimuth ausgebrannt, beendete die Saison vorzeitig und nahm nicht an den Europameisterschaften in Berlin teil.
Rico Freimuth startete zwischen 2005 und 2013 für die Halleschen Leichtathletik-Freunde und seit 2014 für den SV Halle. Er trainiert bei Wolfgang Kühne, der 1979 DDR-Vizemeister im Zehnkampf war. Freimuth ist Sportsoldat der Bundeswehr-Sportfördergruppe im sächsischen Frankenberg.
Am 1. Oktober 2020 gab Rico Freimuth seinen Rücktritt vom Leistungssport bekannt. Seitdem kommentiert er als Experte Zehnkampfveranstaltungen bei Eurosport.

### Fußballkarriere
Freimuth, der im Alter von fünf Jahren beim Meißner SV 08 seine Fußballkarriere begann, spielte für den Verein bis zu seinem 14. Lebensjahr, bis er seine Karriere für die Leichtathletik beendete. Im Sommer 2018 kehrte er zum Fußball zurück und spielt seit Juli 2018 für den 1. FC Romonta Amsdorf in der Verbandsliga Sachsen-Anhalt.

## Bestleistungen
(Stand 25. Juni 2017)
| Disziplin      | Bestleistung | Datum und Ort                  |
| -------------- | ------------ | ------------------------------ |
| 100 m          | 10,40 s      | 28. Juni 2014 in Ratingen      |
| Weitsprung     | 7,60 m       | 24. Juni 2017 in Ratingen      |
| Kugelstoßen    | 15,62 m      | 27. Juni 2015 in Ratingen      |
| Hochsprung     | 2,01 m       | 24. Juni 2017 in Ratingen      |
| 400 m          | 47,51 s      | 26. Mai 2012 in Götzis         |
| 110 m Hürden   | 13,63 s      | 13. August 2014 in Zürich (EM) |
| Diskuswurf     | 51,56 m      | 25. Juni 2017 in Ratingen      |
| Stabhochsprung | 4,90 m       | 9. August 2012 in London       |
| Speerwurf      | 65,04 m      | 17. Juli 2011 in Ratingen      |
| 1500 m         | 4:34,69 min  | 16. Juni 2013 in Ratingen      |
| Zehnkampf      | 8663 Punkte  | 25. Juni 2017 in Ratingen      |

## Ehrungen
- 2017: Beim 25. „Ball des Sports“ des Landessportbunds Sachsen-Anhalt als „Sportler des Jahres“ 2017 ausgezeichnet.[7]
- 2018 wurde Freimuth Mitte Januar von seiner Heimatstadt Halle (Saale) als Sportler des Jahres ausgezeichnet.[8]